# Кузнецов, Евгений Владимирович (спортсмен)
Евге́ний Влади́мирович Кузнецо́в (род. 12 апреля 1990, Ставрополь) — российский прыгун в воду. Серебряный призёр летних Олимпийских игр 2012 года в синхронных прыжках с трёхметрового трамплина в паре с Ильёй Захаровым, чемпион мира, пятикратный призёр чемпионатов мира, 13-кратный чемпион Европы.

## Биография
В бассейн Евгения привела мама, когда ему исполнилось четыре года. А в пять он уже освоил практически все азы прыжков. В 9-летнем возрасте дебютировал на первых крупных соревнованиях — первенстве страны и сразу стал бронзовым призёром. В 2005 году вошёл в состав юниорской сборной России.
Из-за ссоры с тренером уходил в прыжки на батуте, где через два месяца выполнил норму мастера спорта, но спустя некоторое время вернулся в прыжки в воду.
В 2008 году одержал победу на чемпионате мира среди юношей и был включен в основной состав сборной России.
На чемпионате России 2009 года ставропольчанин собрал полный комплект медалей: он был первым в прыжках с метрового трамплина, выиграл «серебро» в синхронных прыжках (в паре с Ильей Захаровым из Саратова) с 3-метрового трамплина и «бронзу» с той же высоты в индивидуальной программе.
На международных соревнованиях по прыжкам в воду «Весенние ласточки» Евгений в паре с Александром Доброскоком в синхронных прыжках с трехметрового трамплина завоевали серебряные награды.
На этапе Кубка мира по прыжкам в воду в Китае в июне 2010 стал бронзовым призёром. Выступая на трехметровом трамплине, спортсмен лидировал после четырёх прыжков, но две заключительные попытки слегка смазал. В результате его смогли опередить два китайских прыгуна.
На четвёртом этапе Гран-при по прыжкам в воду в канадском Монреале Евгений в паре с Ильёй Захаровым стал серебряным призёром в синхронных прыжках с трехметрового трамплина.
На чемпионате Европы 2010 года на однометровом трамплине занял 4-е место, а в прыжках с трехметрового трамплина завоевал бронзу.
В Турине на чемпионате Европы по прыжкам в воду 2011 спортсмен выиграл 3 медали. В индивидуальных прыжках с метрового трамплина он завоевал золото, набрав 427,05 балла, опередив серебряного призёра на 7,40 балла, Второй чемпионский титул Евгений выиграл в синхронных прыжках в воду с трехметрового трамплина в паре с Ильёй Захаровым. А в индивидуальных прыжках с 3-х метрового трамплина спортсмен выиграл бронзу.
После чемпионата Европы он выступил на этапах Мировой серии. В Москве Кузнецов стал серебряным призёром, на этапе в Пекине — бронзовым.
Летом 2012 года Евгений Кузнецов принял участие в летних Олимпийских играх в Лондоне. В синхронных прыжках с трамплина Кузнецов в паре с Ильёй Захаровым долгое время занимал третье место, но в последнем прыжке россияне набрали 100,32 балла и переместились на второе место, опередив американцев Дюмея и Ипсена. В индивидуальных прыжках с трёхметрового трамплина Кузнецов смог пробиться только в полуфинал, где занял 14-е место и остался за чертой финалистов.
В мае 2021 года, на чемпионате Европы по водным видам спорта, который состоялся в Венгрии, Евгений в составе команды России, в командных соревнованиях, завоевал золотую медаль турнира. В паре с Никитой Шлейхером завоевал серебряную медаль в прыжках с 3-х метрового трамплина. 14 мая 2021 года стал Чемпионом Европы в прыжках с 3-х метрового трамплина. Для Евгения эта награда стала 13-м золотом, привезённым с Европейских Первенств.

## Награды и спортивные звания
- Медаль ордена «За заслуги перед Отечеством» I степени (13 августа 2012 года) — за большой вклад в развитие физической культуры и спорта, высокие спортивные достижения на Играх XXX Олимпиады 2012 года в городе Лондоне (Великобритания)[12].
- Мастер спорта России международного класса (18 сентября 2009 года)[13].
- Почётная грамота Президента Российской Федерации (19 июля 2013 года) — за высокие спортивные достижения на XXVII Всемирной летней универсиаде 2013 года в городе Казани[14]